# 厭世姬
厭世姬，本名彭維昭，台灣圖文插畫家、作家、編劇與Podcast節目主持人。在成為內容創作者之前，曾從事保險業務、童書編輯與選舉幕僚等工作。

## 作品

### 厭世動物園
大學時接連遭逢母親罹癌病逝、父親輕生。後於親友鼓勵下，厭世姬於2016年開設粉絲專頁《厭世動物園》，以詼諧又精闢的動物寓言圖文受到正值「負能量」浪潮的網友認同喜愛，並獲時報出版簽約出版圖文書《厭世動物園：天天都有ㄐㄅ事，天天都厭世》並以此IP為基礎參與繪製、製作桌遊《厭世動物園：動物大逃殺》。

### 人選之人-造浪者
在《厭世動物園》之後，厭世姬投入劇本創作，與簡莉穎共同編寫《人選之人-造浪者》（the waver maker）劇本，並以此劇入圍第58屆金鐘獎迷你劇集（電視電影）編劇獎。2023年以訪談政治幕僚為主題，開設《人間動物園：厭世姬外出取材》Podcast節目並擔任主持人。

### 出版品
- 2017 厭世動物園：天天都有ㄐㄅ事，天天都厭世（時報出版）
- 2019 厭世女兒：你難道會不愛媽媽?（大塊文化）
- 2023《人選之人-造浪者》劇本書 （大家出版）